# Warren Casey
Warren Casey (* 1935; † 8. November 1988) war US-amerikanischer Autor, Komponist und Schauspieler. Er war einer der Mitbegründer des Musicals Grease.
Der aus Yonkers (New York) stammende Casey studierte Kunst an der Syracuse University. Nach seinem Abschluss unterrichtete er einige Zeit an der Universität, bevor er 1962 seinen Wohnsitz nach Chicago verlegte. Dort begann er Theater zu spielen und zu schreiben. 1963 lernte er Jim Jacobs kennen, mit dem er 1971 das Musical Grease inszenierte. Der gemeinsame Erfolg veranlasste Casey und Jacobs zu weiterer Zusammenarbeit, aus der die musikalische Satire Islands of Lost Co-eds entstand.